# Alexandair
Alexandair war eine 2005 gegründete griechische Charterfluggesellschaft mit Sitz in Athen und Basis auf dem Flughafen Heraklion.  
Sie flog im Linienbetrieb von Manchester aus zu mehreren griechischen Urlaubsinseln.
Der Name der Fluggesellschaft wurde in Anlehnung an Alexander der Große gewählt. 
Gründer war Theodoros Kokmotos, ein ehemaliger Pilot der griechischen Luftwaffe.
Der Flugbetrieb war für den Juli 2004 geplant, jedoch war der Starttermin wegen fehlender Konzession so nicht haltbar.
Der Flugbetrieb wurde 2007 eingestellt, nachdem die Fluggesellschaft als Leasingnehmer den Vertrag beendete.

## Flotte
Die Fluggesellschaft betrieb während ihrer gesamten Existenzzeit ein Flugzeug vom Typ McDonnell Douglas MD-82.